# Zornia muriculata
Zornia muriculata är en ärtväxtart som beskrevs av Robert H Mohlenbrock. Zornia muriculata ingår i släktet Zornia och familjen ärtväxter.

## Underarter
Arten delas in i följande underarter:
- Z. m. angustata
- Z. m. muriculata